# Under Neath What
Gli Under Neath What sono stati un gruppo musicale inglese di genere hard rock attivo tra i 1988 ed il 1990 guidati da Andrew Berenyi.

## Discografia

### Album
- 1989 - What Is It (WEA)
- 1990 - Down Under Neath What (WEA)
- 1990 - Their Heads Exploded (minialbum, WEA)